# Sam Beukema
Sam Beukema (Deventer, 17 de noviembre de 1998) es un futbolista neerlandés. Juega de Defensa y su equipo es la S. S. C. Napoli de la Serie A de Italia.

## Trayectoria

### Inicios
Formado en las categorías juveniles del DSC Diepenveen y del Go Ahead Eagles, con una temporada en el Twente, debutó con el primer equipo el 1 de septiembre de 2017 en un empate 1-1 ante el Helmond Sport en la Eerste Divisie. Siete días después disputó su primer partido como titular en el empate en casa contra el FC Volendam. Marcó su primer gol con las «Águilas» el 20 de septiembre de 2019, en liga, frente al Jong Ajax. Terminó su etapa en el club con el ascenso a la Eredivisie como capitán, sumando 73 partidos y 11 goles.

### AZ Alkmaar
En 2021 fue traspasado al AZ Alkmaar. Debutó en la vuelta de la clasificación para la Liga Europa de la UEFA ante el Celtic, ganando 2-1. En liga debutó el 19 de septiembre en la derrota como visitante ante el Heracles Almelo. Marcó su primer gol el 16 de enero de 2022 en la victoria 2-1 frente al Fortuna Sittard. Menos de un mes después anotó su primer doblete contra su antiguo equipo, Go Ahead Eagles, en la victoria 4-1. En dos temporadas acumuló 81 apariciones y 6 goles.

### Bologna
El 3 de julio de 2023 dejó los Países Bajos para unirse al Bologna de la Serie A italiana, con un contrato de cuatro años y un traspaso de 10 millones de euros. Debutó con el club el 11 de agosto, titular en la victoria 2-0 contra el Cesena en la Copa Italia. Diez días después, el 21 de agosto, debutó en Serie A contra el AC Milan, partido perdido 2-0. El 20 de diciembre, en la prórroga contra el Inter de Milán, marcó uno de los goles en la victoria 2-1 que clasificó al Bologna a cuartos de final de la Copa Italia. Marcó su primer gol en liga con el Bologna el 11 de febrero en la victoria en casa contra el Lecce.
En su segunda temporada con los boloñeses disputa un total de 47 partidos: 35 en la liga (terminada en la novena posición), 4 en la Liga de Campeones (con el Bolonia eliminado en la fase de grupos) y 8 en la Copa Italia, donde los rossoblù llegan hasta el final de la competición, ganando la final en el Estadio Olímpico de Roma contra el AC Milan (1-0); se trata del primer trofeo en la carrera de Beukema. Cierra su etapa en Bolonia con un total de 80 apariciones y 2 goles.

### Nápoles
El 20 de julio de 2025 se transfirió de forma definitiva a la S. S. C. Napoli.

## Estadísticas

### Clubes
Actualizado al último partido disputado el 14 de mayo de 2025.
| Club                           | Div.          | Temporada     | Liga  | Liga  | Copas nacionales | Copas nacionales | Copas internacionales | Copas internacionales | Total | Total |
| Club                           | Div.          | Temporada     | Part. | Goles | Part.            | Goles            | Part.                 | Goles                 | Part. | Goles |
| ------------------------------ | ------------- | ------------- | ----- | ----- | ---------------- | ---------------- | --------------------- | --------------------- | ----- | ----- |
| Go Ahead Eagles · Países Bajos | 2.ª           | 2017-18       | 6     | 0     | 2                | 0                | —                     | —                     | 8     | 0     |
| Go Ahead Eagles · Países Bajos | 2.ª           | 2018-19       | 0     | 0     | 0                | 0                | —                     | —                     | 0     | 0     |
| Go Ahead Eagles · Países Bajos | 2.ª           | 2019-20       | 23    | 1     | 2                | 1                | —                     | —                     | 25    | 2     |
| Go Ahead Eagles · Países Bajos | 2.ª           | 2020-21       | 37    | 8     | 3                | 1                | —                     | —                     | 40    | 9     |
| Go Ahead Eagles · Países Bajos | Total club    | Total club    | 66    | 9     | 7                | 2                | 0                     | 0                     | 73    | 11    |
| AZ Alkmaar · Países Bajos      | 1.ª           | 2021-2022     | 28    | 3     | 4                | 0                | 5                     | 0                     | 37    | 3     |
| AZ Alkmaar · Países Bajos      | 1.ª           | 2022-23       | 26    | 2     | 1                | 0                | 17                    | 1                     | 44    | 3     |
| AZ Alkmaar · Países Bajos      | Total club    | Total club    | 54    | 5     | 5                | 0                | 22                    | 1                     | 81    | 6     |
| Bologna F. C. 1909 · Italia    | 1.ª           | 2023-24       | 30    | 1     | 3                | 1                | —                     | —                     | 33    | 2     |
| Bologna F. C. 1909 · Italia    | 1.ª           | 2024-25       | 35    | 0     | 4                | 0                | 8                     | 0                     | 47    | 0     |
| Bologna F. C. 1909 · Italia    | Total club    | Total club    | 65    | 1     | 7                | 1                | 8                     | 0                     | 80    | 2     |
| S. S. C. Napoli · Italia       | 1.ª           | 2025-26       | 0     | 0     | 0                | 0                | 0                     | 0                     | 0     | 0     |
| S. S. C. Napoli · Italia       | Total club    | Total club    | 0     | 0     | 0                | 0                | 0                     | 0                     | 0     | 0     |
| Total carrera                  | Total carrera | Total carrera | 185   | 15    | 19               | 3                | 30                    | 1                     | 234   | 19    |

## Palmarés

### Títulos nacionales
| Título      | Club               | País   | Año  |
| ----------- | ------------------ | ------ | ---- |
| Copa Italia | Bologna F. C. 1909 | Italia | 2025 |